# Luka Romero
Luka Romero Bezzana (* 18. November 2004 in Victoria de Durango, Mexiko) ist ein argentinisch-mexikanisch-spanischer Fußballspieler, der aktuell bei CD Cruz Azul in Mexiko unter Vertrag steht. Der offensive Mittelfeldspieler debütierte mit 15 Jahren, 7 Monaten und 6 Tagen als bisher jüngster Spieler der Ligageschichte in der spanischen Primera División. 2021 war er eines von sechzig Talenten auf der „Next Generation“-Liste von The Guardian.

## Persönliches
Luka Romero wurde im mexikanischen Victoria de Durango als Sohn argentinischer Eltern geboren. Sein Vater Diego Adrián Romero ist ein ehemaliger professioneller Fußballspieler und stand zum Zeitpunkt seiner Geburt bei den Alacranes de Durango unter Vertrag. Der defensive Mittelfeldspieler lief in seiner drei Jahrzehnte andauernden Karriere hauptsächlich für kleinere Vereine auf und war dabei in Argentinien, Slowenien, Mexiko, Ecuador und Spanien aktiv. Mit drei Jahren siedelte Luka mit seiner Familie nach Spanien über, wo sich die Familie in Formentera auf den Balearen niederließ. Romeros Zwillingsbruder Tobias ist ebenfalls im Fußballsport aktiv und besetzt dabei die Position des Torwarts. Luka Romero besitzt die mexikanische, argentinische und spanische Staatsbürgerschaft.

## Karriere

### Verein

#### Anfänge
Luka Romero begann seine fußballerische Ausbildung im Jahr 2011 mit dem Eintritt in die Nachwuchsabteilung der SD Formentera, wo sein Vater Diego Adrián Romero in der ersten Mannschaft im Einsatz war. Bereits im Jahr 2011 absolvierte er ein Probetraining beim FC Barcelona. Ein Wechsel war aber nicht möglich, da Luka zu diesem Zeitpunkt unter zehn Jahre alt war und nicht in der katalonischen Region lebte. Zur Saison 2014/15 schloss sich sein Vater der PE Sant Jordi an und auch Luka wechselte in die Jugend dieses Vereins. Ein Jahr später holte der RCD Mallorca Luka in seine Jugendakademie und stattete ihn mit einem acht Jahre bindenden Jugendvertrag aus. In seinen ersten vier Jahren im Nachwuchs der Bermellones erzielte er 230 Tore in 108 Einsätzen. Von mexikanischen Medien wurde Luka Romero bereits in dieser Zeit entdeckt und als nächster Lionel Messi deklariert. Vergleiche mit La Pulga rührten dabei vor allem von seiner geringen Körpergröße als auch seiner offensiven Spielweise her. Diese Bezeichnung wurde später auch von ausländischen Medien übernommen.

#### Rekordspieler in der Primera División
Am 5. Juni 2020, nach rund fünf Jahren in der Jugend des RCD Mallorca, beorderte der Cheftrainer Vicente Moreno den 15-jährigen Romero erstmals in die erste Mannschaft. Sein Debüt in der höchsten spanischen Spielklasse bestritt er am 24. Juni 2020 (31. Spieltag) bei der 0:2-Auswärtsniederlage gegen Real Madrid, als er in der 83. Spielminute für Iddrisu Baba eingewechselt wurde. Damit brach er mit 15 Jahren, 7 Monaten und 6 Tagen den über 80 Jahre alten Rekord von Sansón als jüngster Spieler, der in der Primera División eingesetzt wurde. In der verbleibenden Saison 2019/20 wurde er nicht mehr berücksichtigt und musste mit den Bermellones den Abstieg in die Segunda División antreten.

#### Zeit in Italien mit Leihen nach Spanien
Zur Saison 2021/22 wechselte Romero im Alter von 16 Jahren in die italienische Serie A zu Lazio Rom.
Nachdem sein Vertrag bei Lazio Rom ausgelaufen war, wechselte Romero im Juli 2023 zur AC Mailand. Für Milan bestritt er in der Hinrunde nur vier kurze Einsätze in der Liga, weshalb er im Januar 2024 leihweise für die restliche Saison zu UD Almería wechselte. Für Almería absolvierte er in dieser Zeit 13 Ligaspiele und erzielte dabei 3 Tore. Der Verein beendete die Saison 2023/24 auf dem 19. Tabellenplatz und stieg dadurch in die Segunda División ab. Für die folgende Spielzeit 2024/25 verblieb er in Spanien und wechselte per Leihe mit Kaufoption zu Deportivo Alavés.

#### Wechsel nach Mexiko
Mitte Januar 2025 wurde die Leihe vorzeitig beendet und Romero wechselte nach Mexiko zu CD Cruz Azul.

### Nationalmannschaft
Aufgrund seiner dreifachen Staatsbürgerschaft könnte Luka Romero für die argentinische, mexikanische und spanische Nationalmannschaft spielen.
Er nahm mit der argentinischen U15-Nationalmannschaft an der U15-Südamerikameisterschaft 2019 in Brasilien teil. Bei diesem Turnier kam er in sechs Spielen zum Einsatz, in denen ihm zwei Treffer gelangen.